# Secretaria de Estado de Desenvolvimento Econômico, Ciência, Tecnologia e Ensino Superior de Minas Gerais
| Secretaria de Estado de Desenvolvimento Econômico, Ciência, Tecnologia e Ensino Superior                                                           |               |
| Edifício Gerais (Cidade Administrativa Presidente Tancredo Neves) Rodovia Papa João Paulo II - Serra Verde Belo Horizonte www.tecnologia.mg.gov.br |               |
| Atual secretário | Miguel Corrêa |

A Secretaria de Estado de Desenvolvimento Econômico, Ciência, Tecnologia e Ensino Superior de Minas Gerais (SEDECTES) é um órgão do poder executivo do estado brasileiro de Minas Gerais. A competência desta secretaria é promover a ciência, a tecnologia, a inovação e o ensino superior para o desenvolvimento sustentável e a melhoria da qualidade de vida em Minas Gerais.

## Estrutura administrativa da Secretaria
A atual administração da Secretaria de Estado de Desenvolvimento Econômico, Ciência, Tecnologia e Ensino Superior é composta pelos seguintes membros :
- Secretário: Miguel Corrêa
- Secretário-Adjunto: Vinicius Barros Rezende
- Chefe de Gabinete: Marcelo Velloso

### Assessorias
- Assessoria de Comunicação Social: Daniela Pessoa
- Assessoria de Parcerias Nacionais e Internacionais: Maria Bueno Barbosa
- Assessora Jurídica: Izabela Boaventura Cruz Carvalho
- Assessor Setorial: Marcelo Sales Bessas
- Assessoria de Captação de Recursos e Suporte a Projetos: Ramon Pereira
- Assessor de Relações Institucionais: Leonardo Rodrigues

### Subsecretarias e Superintendências

#### Subsecretaria de Ensino Superior
- Subsecretário: Márcio Rosa
- Superintendente de Ensino Tecnológico: Cristiane Fatima Saldanha
- Superintendente de Ensino Superior: Euler Darlan Neves

#### Subsecretaria de Ciência, Tecnologia e Inovação
- Subsecretário: Leonardo Dias de Oliveira
- Superintendente de Inovação Social: Olivan Rodriguez
- Superintendente de Inovação Tecnológica: Roberto Rosenbaum

#### Subsecretaria de Desenvolvimento Econômico
- Subsecretário: Eliza

#### Superintendência de Planejamento Gestão e Finanças
- Superintendente: Edmondo Lanzetta
- Diretor de Planejamento, orçamento e finanças: Ivan Amorim
- Diretor de Contratos e Convênios: